# 1844
1844 (MDCCCXLIV) var ett skottår som började en måndag i den gregorianska kalendern och ett skottår som började en lördag i den julianska kalendern.

## Händelser

### Februari

Dominikanska republiken

- 27 februari – Dominikanska republiken blir självständigt från Haiti.[1]

### Mars
- 8 mars – Karl XIV Johan dör och efterträds som kung av Sverige och Norge av sin son Oscar I.[2]

### April
- 25 april – Spanien erkänner Chile.[3]
- 26 april – Karl XIV Johan begravs i Riddarholmskyrkan. Under begravningen kastas för sista gången i Sveriges historia så kallade begravningspengar till folket.

### Maj
- 23 maj – Profeten Bábs deklaration utfärdas i Shiraz, Persien.
- 24 maj – Det första morsetelegrammet skickas mellan New York och Philadelphia, med budskapet "What hat God wrought!".

### Juni
- 3 juni – Vävare i Peterswaldau och Langenbielau i preussiska Schlesien startar protester och upplopp mot fabrikörer till följd av försämrade arbetsförhållanden och svält. Revolten slås ned av preussiska armén den 6 juni med elva dödsoffer som följd. Händelsen inspirerar senare Gerhart Hauptmann att skriva pjäsen Vävarna.

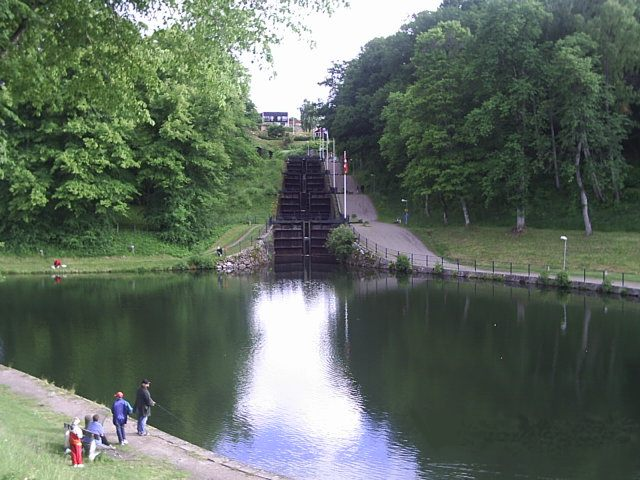
Trollhätte kanal.

- 4 juni – En ny slussled i Trollhätte kanal i Sverige tas i bruk.[4]

### September
- 28 september – Oscar I kröns tillsammans med sin hustru, drottning Josefina. Kungen får smeknamnet "Framtiden" av oppositionen, som hoppas mycket på hans liberala hållning.

### November
- 18 november – Richard Dybecks Du gamla, du fria, sedermera Sveriges nationalsång, och Otto Lindblads Kungssången framförs för första gången.[5]

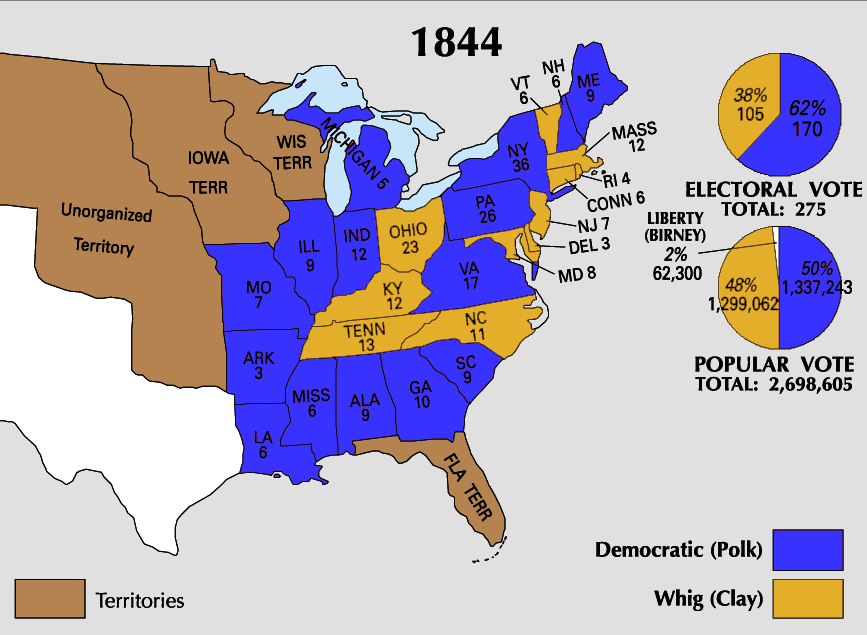
Presidentval i USA.

- 1 november–4 december – Demokraten James K. Polk besegrar Whigpartisten Henry Clay vid presidentvalet i USA.

### Okänt datum
- USA använder soldater för att skydda Texas mot Mexiko.[6]
- Den svenska riksdagen beslutar att sammanträda vart tredje år istället för vart femte, att lika arvsrätt skall införas och att indragningsmakten skall avskaffas. Det från 1841 vilande förslaget om tvåkammarriksdag förkastas.
- Många kristna och muslimska rörelser tar utgångspunkt i detta år för beräkningen av Kristus ankomst.
- Sverige antar de gregorianska reglerna för när påsken skall firas.[7]

## Födda

### Första kvartalet

#### Januari
- 6 januari – Manuel González Prada, peruansk författare. (död 1918)
- 7 januari – Bernadette Soubirous, franskt helgon. (död 1879)
- 10 januari – Gustaf Johansson, ärkebiskop i Evangelisk-lutherska kyrkan i Finland 1899–1930. (död 1930)
- 15 januari – Cole Younger, amerikansk bankrånare, medlem i James-Youngerligan. (död 1916)

#### Februari
- 14 februari – Robert Themptander, svensk politiker och ämbetsman, Sveriges statsminister 1884–1888. (död 1897)
- 18 februari – Carl Johan Dyfverman, svensk skulptör. (död 1892)
- 20 februari – Ludwig Boltzmann, österrikisk fysiker och filosof. (död 1906)
- 21 februari – Charles-Marie Widor, fransk organist och kompositör. (död 1937)

#### Mars
- 3 mars – Leonard Bygdén, svensk överbibliotekarie vid Carolina Rediviva (Uppsala universitetsbibliotek) 1904–1911. (död 1929)
- 7 mars – Antony Patrick MacDonnell, irländsk anglo-indisk statsman. (död 1925)
- 10 mars – Marie Spartali Stillman, brittisk målare. (död 1927)
- 14 mars – Umberto I, kung av Italien 1878–1900. (död 1900)
- 15 mars – Karl Hultkrantz, svensk godsägare och riksdagspolitiker. (död 1912)
- 18 mars – Nikolaj Rimskij-Korsakov, rysk kompositör. (död 1908)
- 19 mars – Minna Canth, finländsk författare. (död 1897)
- 23 mars – Axel Johnson, svensk affärsman, grundare av Axel Johnsongruppen. (död 1910)
- 30 mars – Paul Verlaine, fransk poet. (död 1896)

### Andra kvartalet

#### April
- 4 april – John Riley Tanner, amerikansk republikansk politiker, guvernör i Illinois 1897–1901. (död 1901)
- 9 april – Adolf Ahlsell, svensk ingenjör. (död 1916)
- 16 april – Anatole France, fransk författare, nobelpristagare 1921. (död 1924)
- 26 april – Lizardo García, ecuadoriansk politiker, Ecuadors president 1905–1906. (död 1937)
- 27 april – Alois Riehl, österrikisk filosof. (död 1924)

#### Maj
- 21 maj – Henri Rousseau, fransk målare. (död 1910)
- 22 maj – Mary Cassatt, amerikansk konstnär. (död 1926)
- 23 maj – 'Abdu'l-Bahá, Bahailedare. (död 1921)

#### Juni
- 3 juni – Garret Hobart, amerikansk republikansk politiker, USA:s vicepresident 1897–1899. (död 1899)
- 12 juni – Klaus Berntsen, dansk politiker. (död 1927)
- 20 juni – Francis E. Warren, amerikansk republikansk politiker, senator 1890–1893 och 1895–1929. (död 1929)
- 28 juni – Johan Abraham Björklund, svensk tidningsman. (död 1931)
- 30 juni – Elof Tegnér, svensk bibliotekarie och historiker. (död 1900)

### Tredje kvartalet

#### Juli
- 13 juli – Julia Daudet, fransk författare. (död 1940)
- 25 juli – Thomas Eakins, amerikansk målare. (död 1916)
- 30 juli – Aurora Aspegren, finländsk skådespelare och pedagog. (död 1911)

#### Augusti
- 1 augusti – Levi Ankeny, amerikansk republikansk politiker och affärsman, senator 1903–1909. (död 1921)
- 5 augusti – Ilja Repin, rysk konstnär. (död 1930)

#### September
- 16 september – William J. Samford, amerikansk politiker, guvernör i Alabama 1900–1901. (död 1901)
- 29 september – Miguel Juárez Celman, argentinsk politiker, president 1886–1890. (död 1907)

### Fjärde kvartalet

#### Oktober
- 15 oktober – Friedrich Nietzsche, tysk filosof. (död 1900)
- 22 oktober
  - Sarah Bernhardt, fransk skådespelare. (död 1923)
  - Louis Riel, kanadensisk politiker och upprorsledare. (död 1885)
- 25 oktober – Arthur William à Beckett, brittisk journalist och författare. (död 1909)
- 26 oktober – Tennessee Claflin, amerikansk entreprenör. (död 1923)

#### November
- 21 november – Ada Cross, brittisk författare. (död 1926)
- 22 november
  - Oscar Norén, svensk tidningsman och godsägare. (död 1923)
  - Paul Gerdt, rysk dansör och koreograf. (död 1917)
- 25 november – Carl Benz, tysk automobilkonstruktör. (död 1929)

#### December
- 1 december
  - Alexandra av Danmark, drottning av Storbritannien 1901–1910 (gift med Edvard VII). (död 1925)
  - Nils Boström, svensk hemmansägare och riksdagsman. (död 1920)

## Avlidna

### Första kvartalet

#### Januari
- 6 januari – Carl Erik Kjellin, 77, svensk matematiker och präst.
- 13 januari – Alexander Porter, 58, irländsk-amerikansk politiker och jurist.
- 15 januari – Joseph Duncan, 49, amerikansk demokratisk politiker, guvernör i Illinois 1834–1838.
- 17 januari – Carl Detlof Cronhielm, 62, svensk greve och militär.
- 22 januari – Edward Kavanagh, 48, amerikansk demokratisk politiker, guvernör i Maine 1843–1844.
- 27 januari – Cecilia, 36, svensk prinsessa, dotter till Gustav IV Adolf och Fredrika av Baden.

#### Februari
- 15 februari – Henry Addington, 86, brittisk politiker, premiärminister 1801–1804.
- 21 februari – John Leeds Kerr, 64, amerikansk politiker.
- 27 februari – Nicholas Biddle, 58, amerikansk finansman, centralbankschef 1823–1836.
- 28 februari – Abel P. Upshur, 53, amerikansk politiker (whig), USA:s utrikesminister 1843–1844.
- 29 februari – Johan Åström, 76, svensk psalmförfattare.

#### Mars
- 8 mars – Karl XIV Johan, född Jean Baptiste Bernadotte, 81, fransk marskalk, kung av Sverige och Norge sedan 1818.
- 18 mars – Martin Disteli, 41, schweizisk konstnär.
- 22 mars – William Carroll, 56, amerikansk politiker.
- 24 mars – Bertel Thorvaldsen, 73, dansk skulptör.
- 26 mars – Agustín de Argüelles, 67, spansk statsman.

### Andra kvartalet

#### April
- 22 april – Henri Montan Berton, 76, fransk dirigent och operakompositör.

#### Maj
- 26 maj – Jacques Laffitte, 76, fransk statsman.

#### Juni
- 3 juni – Ludvig XIX, 68, titulärkung av Frankrike i 20 minuter 2 augusti 1830.
- 27 juni
  - Joseph Smith, 38, amerikansk grundare av mormonkyrkan.
  - Hyrum Smith, 44, bror till Joseph Smith.

### Tredje kvartalet

#### Juli
- 11 juli – Jevgenij Baratynskij, 44, rysk författare.
- 27 juli – John Dalton, 77, brittisk kemist och fysiker.
- 29 juli – Franz Xaver Wolfgang Mozart, 53, österrikisk tonsättare och pianist, son till Wolfgang Amadeus Mozart.

#### Augusti
- 4 augusti – Jacob Aall, 71, norsk statsman, författare och industriidkare.
- 15 augusti – William S. Fulton, 49, amerikansk demokratisk politiker, senator 1836–1844.
- 30 augusti – Francis Baily, 70, engelsk astronom.

#### September
- 11 september – Vincenzo Camuccini, 73, italiensk målare.
- 16 september – Magnus Brahe d.y., 54, svensk greve.

### Fjärde kvartalet

#### Oktober
- 6 oktober – Carl Wildner, 70, svensk skådespelare och teaterdirektör.
- 14 oktober – Adélaïde Victoire Hall, 72, fransk-svensk målare.
- 28 oktober – Sándor Kisfaludy, 72, ungersk poet.

#### November
- 14 november – Flora Tristan, 41, fransk socialist och feminist.
- 21 november – Ivan Krylov, 75, rysk fabeldiktare.
- 23 november – Thomas Henderson, 45, brittisk astronom.
- 26 november – Gustaf Johan Billberg, 72, svensk jurist, zoolog och botaniker.

#### December
- 14 december – Melchor Múzquiz, 54, mexikansk militär och politiker, president 1832.

### Okänt datum
- Ching Shih, kinesisk piratdrottning.

### Fotnoter
1. ↑  World Statesmen
2. ↑  – World Statesmen
3. ↑  World Statesmen
4. ↑  – Nils Ericson Arkiverad 14 augusti 2010 hämtat från the Wayback Machine.
5. ↑  Det hände i dag – 18 november
6. ↑  ”USA:s militära insatser i utlandet 1798-2004”. Arkiverad från originalet den 9 december 2013. https://web.archive.org/web/20131209174005/http://www.history.navy.mil/library/online/forces.htm. Läst 30 januari 2011.
7. ↑  Tideräkning i Sverige